# Château de Frayssinet (Aveyron)
Le château de Frayssinet ou Freissinet est un château situé près du village du Nayrac dans l'Aveyron.

## Toponymie

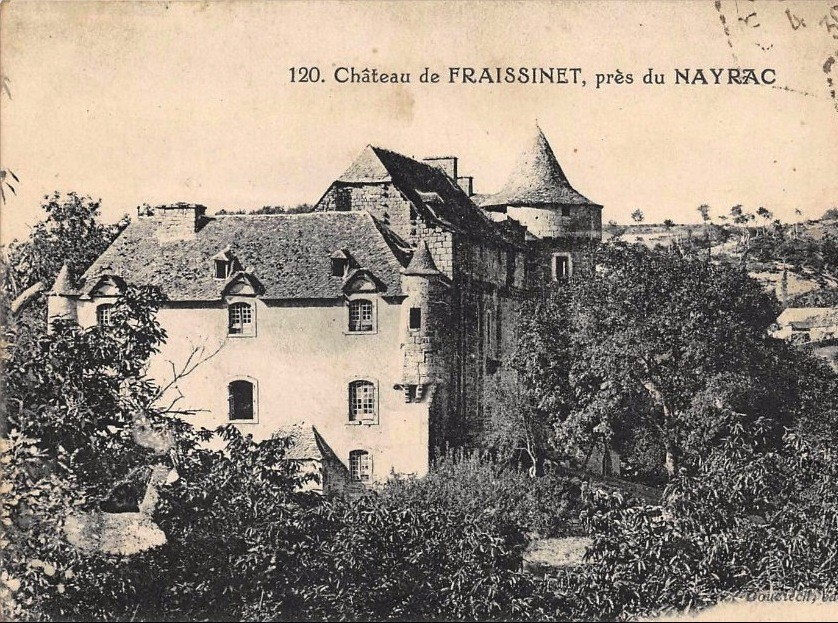
Carte postale

Frayssinet est un toponyme assez fréquent dans l'aire languedocienne, dont le prototype latin fraxinetum signifiant un frêne ou un bois de frênes, a pris de nombreuses formes selon les époques et les lieux. Dans l'Auvergne, la Lozère, le Quercy, le Rouergue et la Gascogne, on trouve les variantes Fressinet, Freyssinet, Fraissinet, Freycinet, Fressinhe, etc. dont la forme ne s'est fixée qu'avec le cadastre et les cartes de la fin du XIXe siècle. Dans le département de l'Aveyron, il y a eu deux autres fiefs du nom de Frayssinet, un à Estaing, l'autre à Bor-et-Bar qui appartenait à la famille Delpuech, puis à la famille de Morlhon.

## Descriptions
Logis renaissance qui a été construit en 1582 par Vital d'Yzarn de Freissinet, commandant la ville de Rodez par délibération des habitants (1562), et Jeanne de Thézan, sa femme, sur des plans de Jacques Salvaing, maître d'œuvre de la cathédrale de Rodez. Leurs armoiries se trouvent sur le linteau de la porte d'entrée de la grande salle. Le bâtiment renaissance consiste en un logis de deux étages, le second dispose d'un avancement sur machicoulis armé de cannonieres. 
Un second bâtiment, adossé au premier, a été construit au XVIIe siècle.
Le château possédait une chapelle qui a été détruite pendant la Révolution, mais dont le très beau retable se trouve dans l'église paroissiale du Nayrac. La tour du château est tombée en ruine.

## Historique
Ce fief semble être mentionné en 1102.
Un château de Frayssinet a été occupé en 1387, en même temps que le château de La Garinie, par les compagnies de routiers, mais ayant été repris par le comte de Rodez, il aurait été rendu à Arnaud Izarn.

### Famille Yzarn
- Catherine de Poujols, dame de Frettaient, épouse Arcambal Izarn, damoiseau de la ville d'Entraygues et son château qui meurt en 1389 en laissant pour fils Arnald.

- Arnaud Izarn, coseigneur de Frayssinet, se marie en 1409[4].
- François Yzarn, qui épouse le 19 janvier 1494 Anne de Séguy, fille de Jean et de Marie de Corn de Sonnac, qui lui donne au moins un fils :
- Antoine Yzarn, seigneur du Frayssinet, qui épouse le  25 janvier 1531 Gabrielle d'Hérail, fille de Vital, seigneur de Lugan et de Marquise de Morlhon, qui lui donne six enfants:
  - Madeleine d'Yzarn de Freissinet, mariée à Antoine d'Arzac le 5 mai 1556,
  - Vital d'Yzarn, seigneur de Freyssinet, de Comac, de Golinhac, du Nayrac, de Pruignes, et de Servières, qui épouse le 29 janvier 1564 Jeanne de Thézan, fille d'Antoine, seigneur de Montcairols, et de Marquèze de Combret, qui lui donne huit enfants. Il fait reconstruire en 1582 le logis renaissance.
  - Jeanne d'Yzarn, qui épouse Jean de Pouzols,
  - Jean d'Yzarn, dit le capitaine Frayssinet, chef calviniste,
  - Marie Marguerite d'Yzarn,
  - Geneviève d'Yzarn,
- Tristan d'Yzarn de Freissinet,

- François Godefroi d'Yzarn de Freissinet (1663 - 1737), comte de Valady, baron de Servières, seigneur de Gonilhac, de Saint-Saturnin, de Saint-Laurens, de Muret, est fait marquis de Frayssinet en 1705. Il épouse le 26 février 1705 au château de Cropières Marie Elisabeth de Scorailles, fille d'Annet et de Charlotte de Pestels de Caylus.

Le château est pillé en 1793, son propriétaire est fusillé par les Jacobins.

### Famille de Verdier
Le château est vendu comme bien national en douze lots par le district de Saint-Geniez-d’Olt les trois et quatre février 1794. 
- François Domergue (1732-1813), marchand à Estaing, fils d'Antoine Domergue, avocat en parlement, achète le château avec le bois del Claux, tandis que Jean Pelaprat, le fermier, achetèrent les bâtiments d'exploitation de Freyssinet avec deux lots. François Domergue achète aussi le château de Gaillac, et sept parcelles, le grand champ de Bournès. Il a eu deux filles mariées: 
  - Agathe Domergue mariée en 1788 à Estaing avec Paschal-César Rivière, avocat en parlement, conseiller au présidial d'Aurillac, où leur fille Agathe (1787-1822) épouse en 1815 Jean-Antoine Delpech (1785-1848), médecin aux armées, chevalier de la Légion d'honneur.

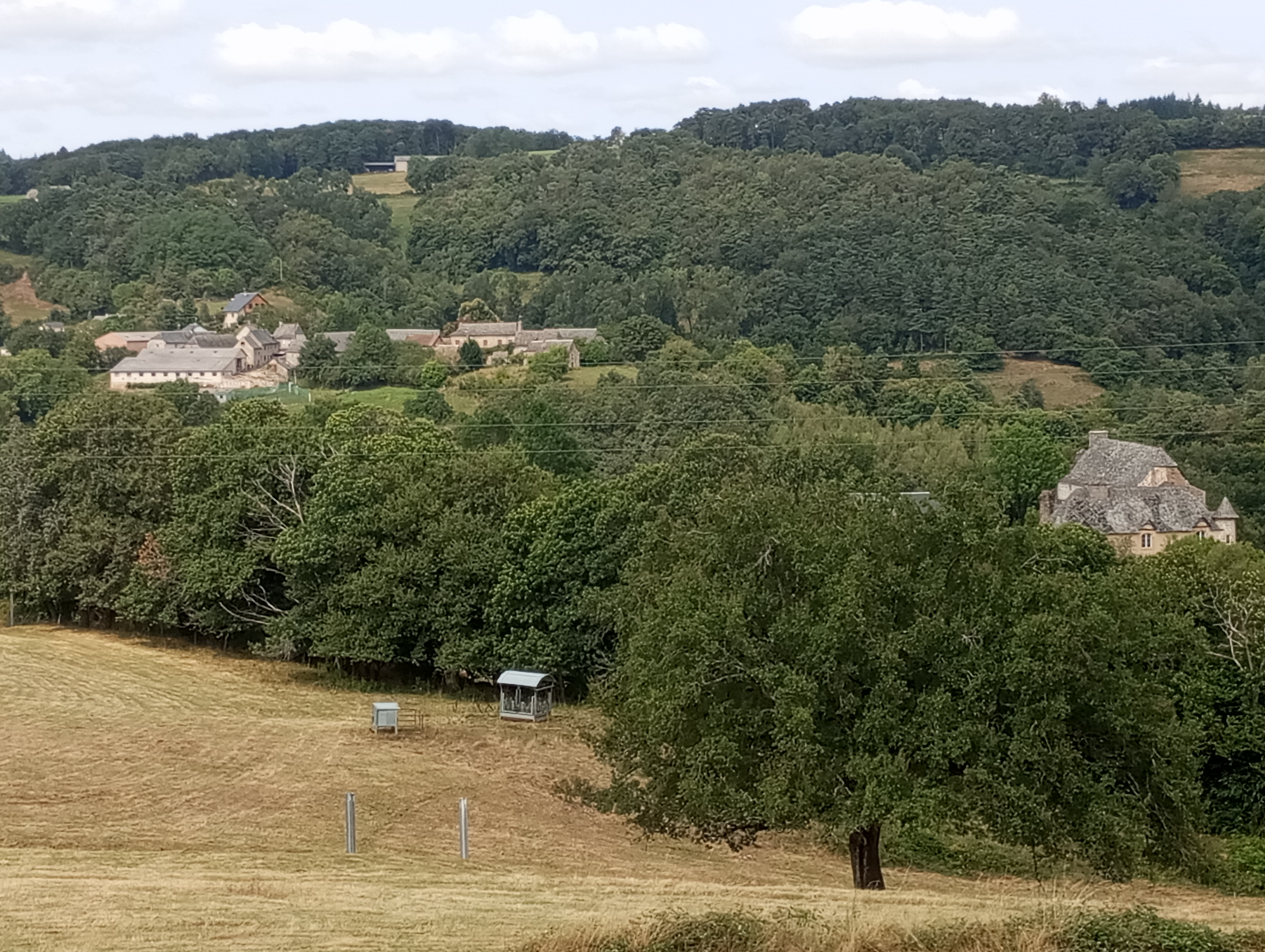
Le château de Frayssinet et le village du Bancarel

  - Le château de Frayssinet et le village du BancarelFrançoise Domergue (1772-1803), qui avait épousé en 1791 à Estaing Jean-Baptiste Verdier (1767-1817), fils de Jérôme de Verdier de Gourdat, docteur en médecine à Entraygues, et de Marianne de Resseguier, et le ménage s'installe dans le château qui passera à leurs descendants jusqu'à Joseph Verdier (1831-1881), expert géomètre, maire de Nayrac[2].  Cette famille de Verdier originaire de Mur-de-Barrez, descendait de Jacques de Verdier (+1632), procureur du roi, juge d'appeaux au bailliage de Vic-en-Carladès, qui a donné la branche anoblie de Verdier de Marcilhac; ils avaient pour cousin germain Joseph Lambel (Mur-de-Barrez 1743), député du Tiers aux États généraux de la Sénéchaussée de Villefranche, puis administrateur du département de l'Aveyron.

## Visites
Ce château privé ne se visite pas.